# Trọng Nhâm
Trọng Nhâm (chữ Hán: 仲壬, trị vì: 1757 TCN-1754 TCN), tên thật Tử Dung (子庸), là vua thứ ba nhà Thương trong lịch sử Trung Quốc.

## Thân thế
Trọng Nhâm là con thứ của Thành Thang (成湯) – vua khai quốc nhà Thương, và là em của Ngoại Bính (外丙) – vua thứ hai nhà Thương.
Con trưởng của Thang là Thái Đinh mất trước cha. Thành Thang mất, con của Thái Đinh là Thái Giáp (太甲) còn ít tuổi nên đại thần Y Doãn (伊尹) lập Ngoại Bính lên ngôi.

## Trị vì
Theo Sử ký Tư Mã Thiên, năm 1758 TCN, Ngoại Bính qua đời, Trọng Nhâm được Y Doãn lập làm vua, Y Doãn tiếp tục làm phụ chính.
Trọng Nhâm ở ngôi cũng không được lâu. Sử sách không chép rõ các sự kiện xảy ra trong thời gian ông làm vua.
Năm 1754 TCN, Trọng Nhâm qua đời. Ông làm vua tất cả bốn năm. Khi đó Thái Giáp đã lớn nên Y Doãn lập Thái Giáp lên ngôi vua (Chinese: 太甲) .
Giáp cốt văn khai quật tại Ân Khư không liệt kê ông là một trong những vị vua của nhà Thương .